# Рики, Джордж
Джордж Рики (англ. George Rickey; 6 июня 1907, Саут-Бенд, Индиана — 17 июля 2002, Сент-Пол, Миннесота) — американский скульптор и художник, представитель кинетического искусства.

## Жизнь и творчество
Дж. Рики провёл свои детство и юность в Шотландии, где окончил колледж Гленалмонд. Затем изучал историю в Оксфордском университете. После окончания обучения в Англии путешествовал по Европе, изучал в Парижн искусство. Вернувшись в США, занимался преподаванием, главным образом живописью. Сам художник предпочитал портретную живопись. В 1942 Рики был призван в американскую армию, где работает как инженер.
После демобилизации Дж. Рики изучает изобразительное искусство в Нью-Йоркском университете, Нью-Йоркском институте изящных искусств и в Чикагском институте дизайна. Затем преподавал в различных колледжах, в том числе в университете Индианы, где познакомился со скульптором Дэвидом Смитом, оказавшим влияние на творчество Дж. Рики. Заинтересованный также «объектами» Александра Колдера, в 1945 году Рики создаёт свои первые «мобили», и в начале 1950-х годов он окончательно выбирает для себя скульптуру как поле творчества.
Большинство его работ были созданы в нью-йоркской мастерской Рики. В 1968—1969 он, получив стипендию от Германского академического общества по обмену, живёт и работает в Берлине. В 1975 Западногерманский земельный банк покупает за 150 000 марок скульптуру «Три вращающихся квадрата» и дарит её городу Мюнстер. Последние годы жизни скульптор жил и работал в Калифорнии и в Сент-Поле (Миннесота).
Дж. Рики — участник выставок современного искусства documenta III (1964), documenta 4 (1968), documenta 6 (1977) в Касселе.

## Галерея

„Четыре четырёхугольника вчетвером“
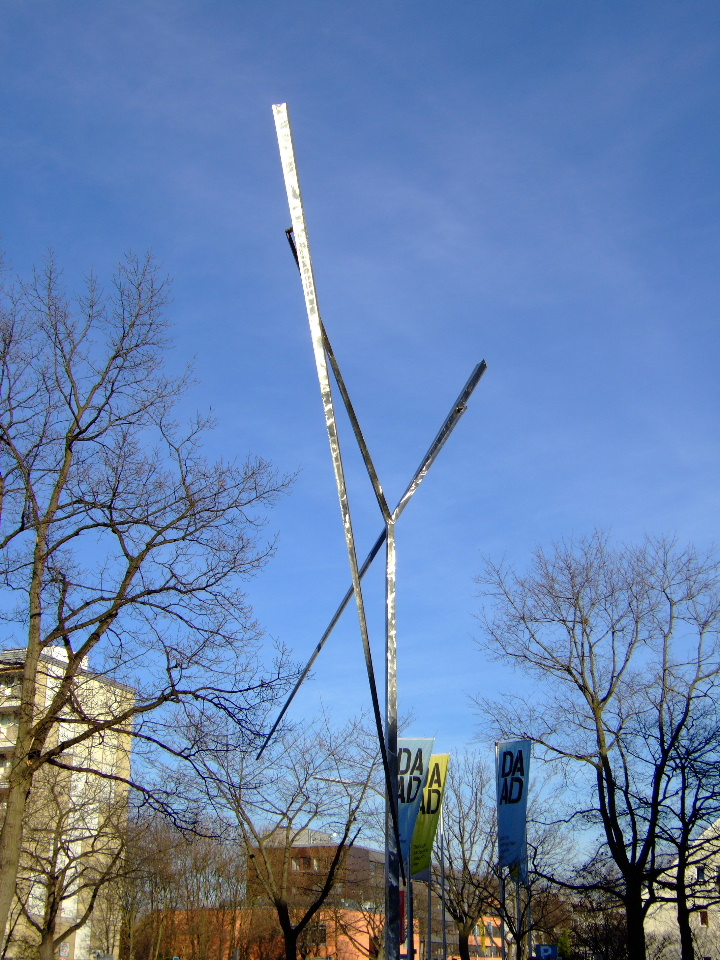
„Две линии облика“
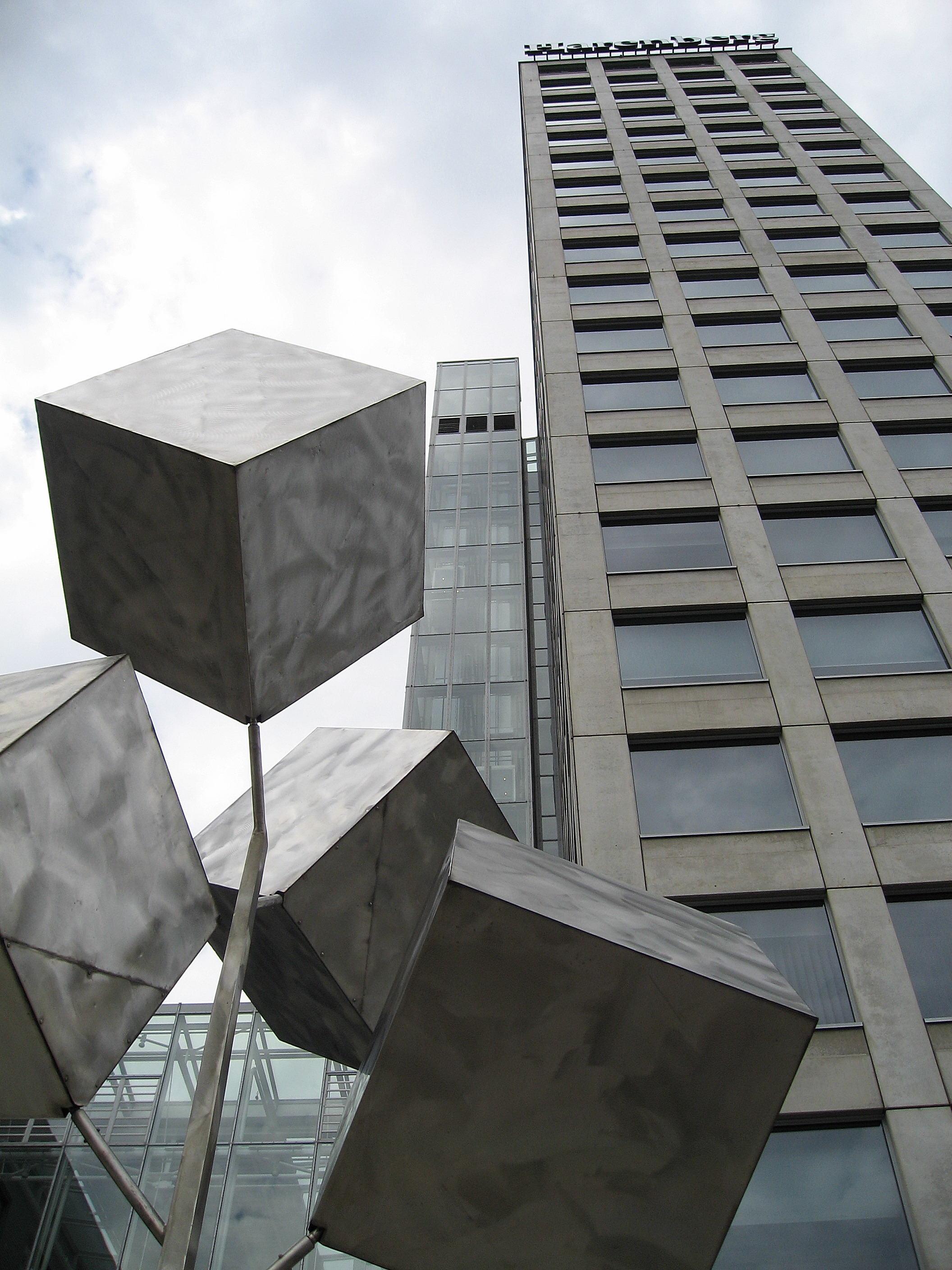
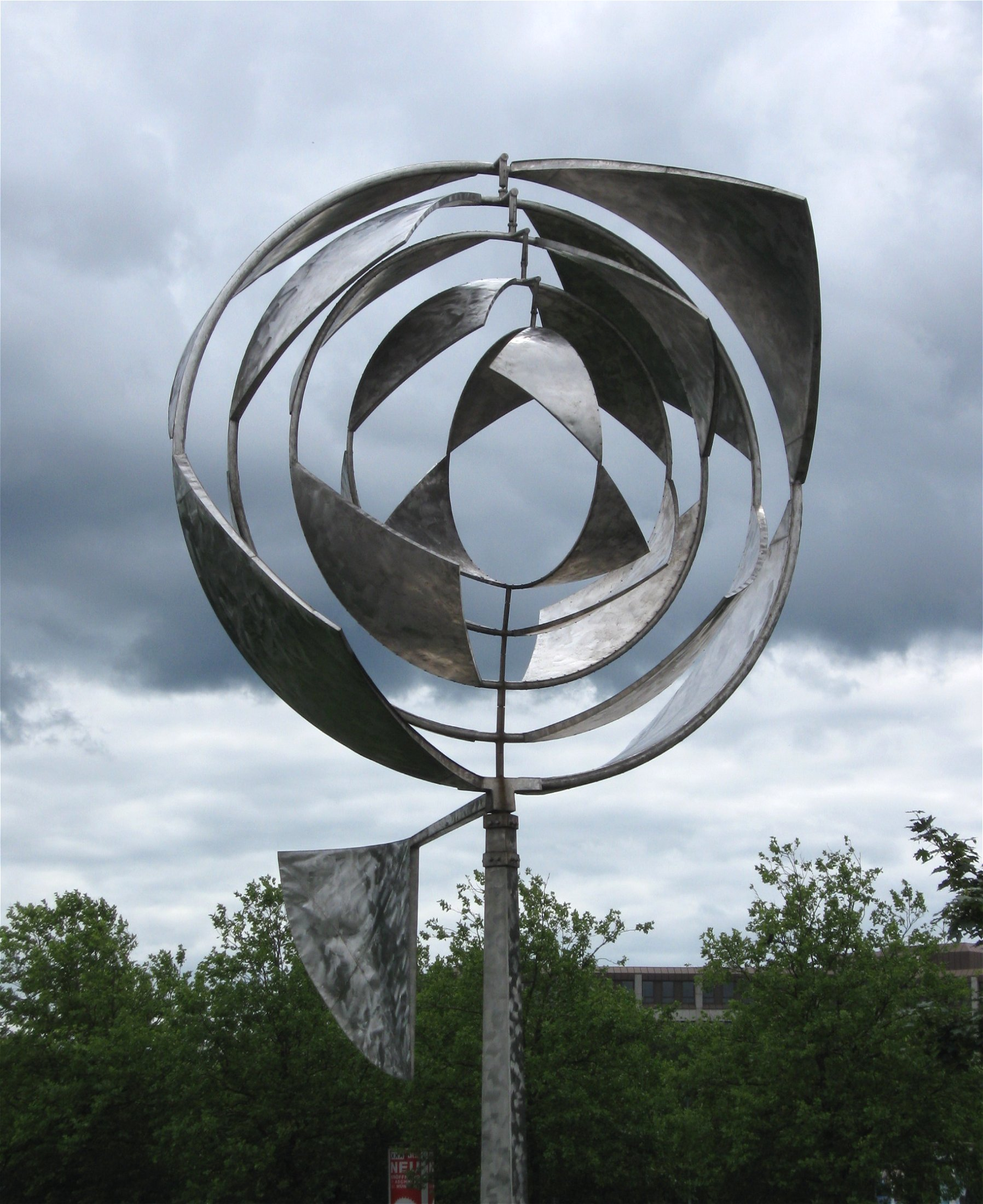
„Космическое веретено“
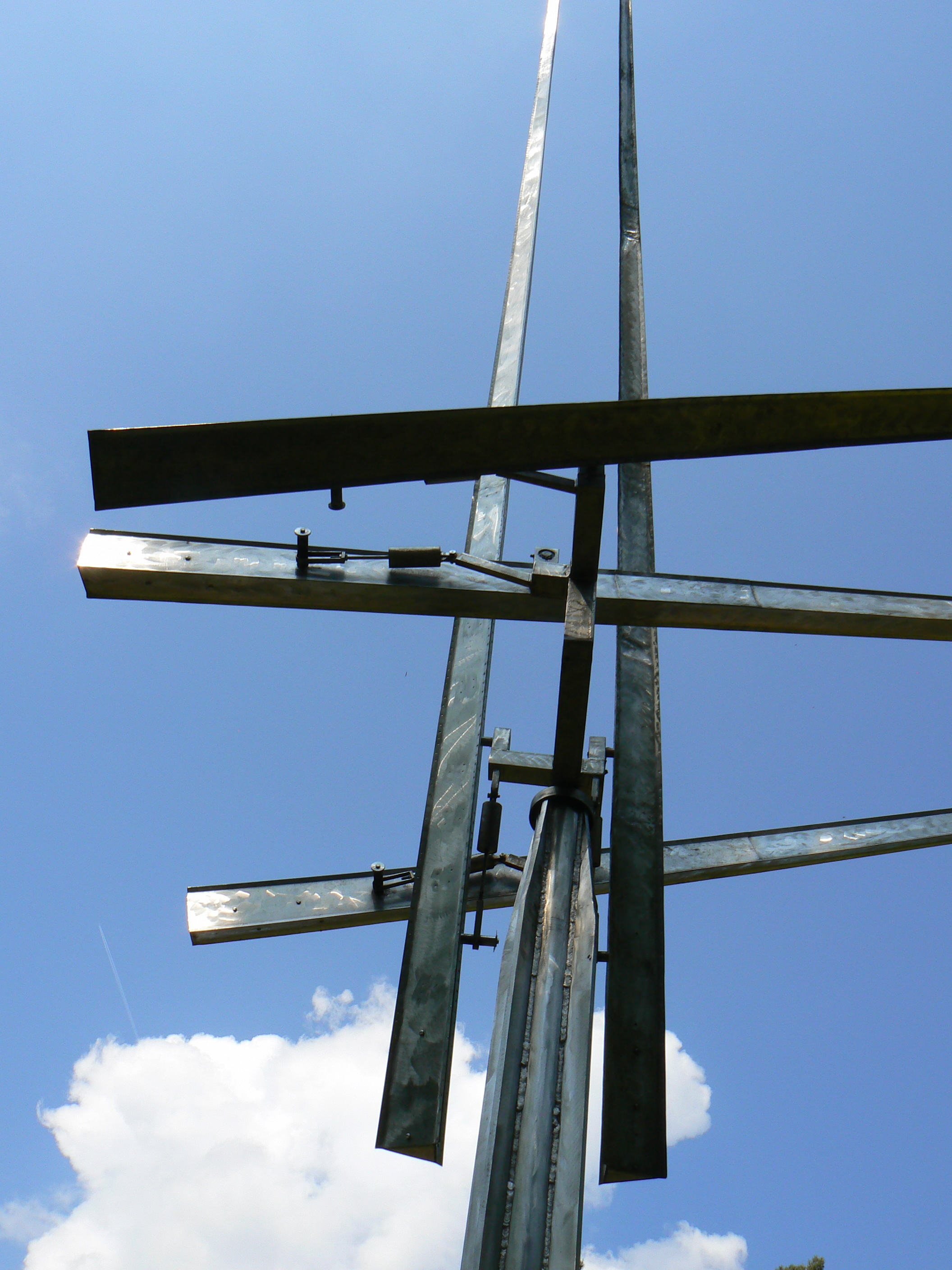
„Две вертикальные, три горизонтальные линии“ (1965-1966).